# Carl Wilh. Runde

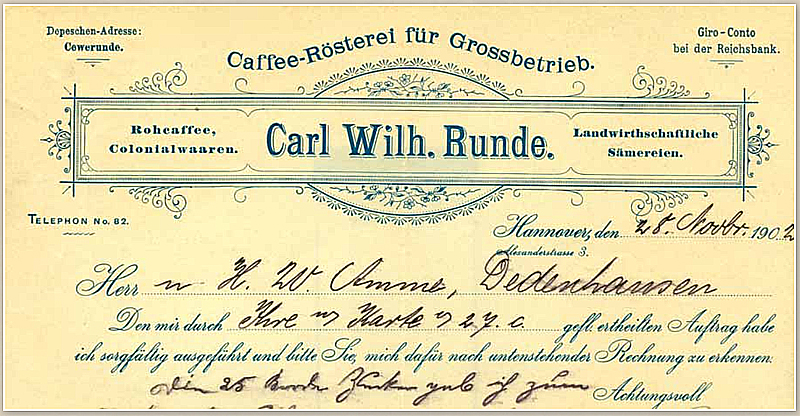
Briefkopf der Caffee-Rösterei für Großbetrieb, Rohcaffee, Colonialwaaren. Landwirthschaftliche Sämereien des Unternehmens Carl Wilh. Runde in der Alexanderstraße 3;
Vordruck um 1900 durch Rob. Leunis & Chapman

Carl Wilh. Runde in Hannover war eine Anfang des 19. Jahrhunderts begründete Pflanzensamen-Handlung, aus der sich im Zuge der Industrialisierung unter anderem die späteren Garvens-Werke entwickelten.

## Geschichte
Nachdem der Kaufmann Carl Wilhelm Runde 1809 von seinem Vater eine Material-, Drogerie- und Farbwarenhandlung übernommen hatte, nahm er später den Kaufmann Heinrich Theodor Garvens (* 24. Mai 1805 in Hannover; † 15. Februar 1890 ebenda) als Mitinhaber auf, der nach Rundes Tod im Jahr 1859 Alleininhaber des Unternehmens wurde.
1849 hatte die Person Karl Wilh. Runde in der damaligen Braunschweigerstr. 11 seinen Wohnsitz, während sich der Geschäftssitz in der Marktstraße 65 befand.
Im Adressbuch der Königlichen Haupt- und Residenzstadt Hannover von 1864 warb das Unternehmen mit einer durch das Unternehmen Nosworthy & Co. illustrierten Anzeige mit der Darstellung verschiedener großer Maschinen und Dampfmaschinen von Richard Garrett & Sons und dem Hinweis „Lager Land- & Forstwirthschaftlicher Maschinen & Geräthe [... am ] Theaterplatz neben Georgs-Halle und Luisen-Strasse neben Hôtel de l'Europe.“
Bereits im Folgejahr 1865 gründete Garvens aus dem Handel mit Landmaschinen heraus eine eigene Maschinen- und Pumpenfabrik, die später Teil der Garvens-Werke werden sollten.

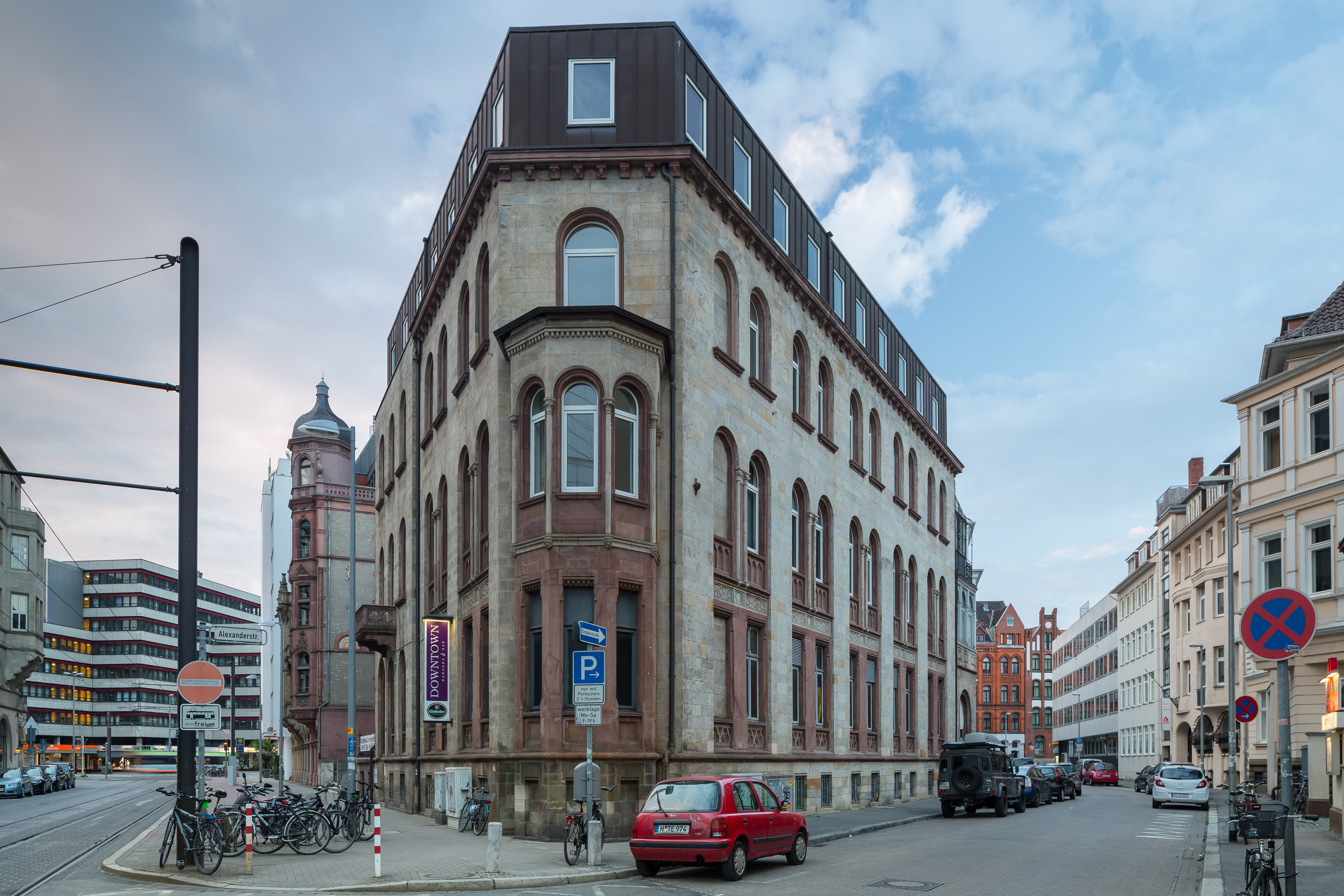
Blick in die Alexanderstraße (rechts), um 1900 Firmensitz von Carl Wilh. Runde

Noch im 19. Jahrhundert hatte sich das Unternehmen Carl Wilh. Runde mit der Telefonnummer 82 einen der ersten Fernsprechanschlüsse in Hannover gesichert. Um die Jahrhundertwende bot Runde unter der Adresse Alexanderstraße 3 in Hannover neben seinen landwirtschaftlichen Sämereien auch Kolonialwaren und Rohkaffee an und betrieb eine Kaffeerösterei für Großbetriebe.
Unterdessen wurde die Samenhandlung bis 1913 zu einem Samengroßhandel ausgebaut, mit eigenen Kultur-Anpflanzungen „[...] auf Gut Grasdorf u. Rittergut Hülsede“. Neben Klee, Gras- und anderen Sämereien für die Landwirtschaft zog Carl Wilh. Runde als Spezialitäten auch Samen für Futterrunkelrüben, Kohlrüben und Möhren „[...] in Elitequalitäten eigener fachmännisch geleiteter Züchtungen.“
Zeitweiliger Inhaber der Firma war Franz Garvens (* 13. Februar 1846 in Hannover; † 18. August 1921 ebenda), ein Sohn des auch Hieronymus Theodor Garvens genannten Unternehmers und Neffe des später geadelten Wilhelm Garvens.
Mitten im Zweiten Weltkrieg wurde die Firma Carl Wilh. Runde letztmals im Adressbuch der Stadt Hannover aufgeführt, 1943, dem Jahr der verheerendsten Luftangriffe auf Hannover. Allerdings fusionierte das Unternehmen schon 1946 mit dem Saatgutzüchter Ernst & von Spreckelsen mit Firmensitz in Hamburg zur Hansa Saat GmbH. Alleiniger Inhaber der Holding wurde Ernst.
Laut Stephan Kaiser, dem Leiter des Freilichtmuseums am Kiekeberg erschien spätestens im Frühjahr 1950 ein neuer Hauptkatalog für Samen mit der Zusatzbezeichnung „Hamburger Markt“ oder „Hamburger Marktsorte“.

## Archivalien
Archivalie von und über das Unternehmen Carl Wilh. Runde finden sich beispielsweise
- als Firmenschrift im Deutschen Museum in München[9]
- als gerolltes Plakat aus den 1930er Jahren mit dem Vordruck „Sämereien wirklich zuverlässig kauft man billig in der hiesigen Niederlage von Carl Wilh. Runde“ im Besitz der Stiftung Domäne Dahlem - Landgut und Museum und als Fotografie davon mit dem Vermerk CC BY-NC-SA auf der Seite museum-digital.de[10]